# Alfio Rapisarda
Alfio Rapisarda (né le 3 septembre 1933) est un prélat italien de l'Église catholique qui travaille au service diplomatique du Saint-Siège de 1962 à 2008, avec le titre de nonce apostolique à partir de 1979.

## Biographie
Alfio Rapisarda est né le 3 septembre 1933 à Zafferana Etnea, province de Catane, Italie. Il est ordonné prêtre le 14 juillet 1957. Il est titulaire d'un doctorat en droit canonique. 

## Carrière diplomatique
Il entre au service diplomatique du Saint-Siège en 1962. Il termine ses études à l'Académie pontificale ecclésiastique en 1960. Ses premières affectations comprennent des séjours au Honduras (en), au Brésil (en), en France, en Yougoslavie (en) et au Liban (en).
Le 22 avril 1979, le pape Jean-Paul II le nomme archevêque titulaire de Cannae (de) et nonce apostolique en Bolivie (en) et le consacre évêque le 27 mai.
Le 29 janvier 1985, Jean-Paul le nomme nonce apostolique au Zaïre (en) (actuelle République démocratique du Congo), nonce apostolique au Brésil (en) le 2 juin 1992, et nonce apostolique au Portugal (en) le 12 octobre 2002. En 2004, le Portugal et le Saint-Siège ont signé un nouveau concordat, remplaçant un concordat périmé datant de 1940.
Le pape Benoît XVI accepte sa démission le 8 novembre 2008.